# Ų

Letra Ų ų

U com ogonek (maiúscula: Ų, minúscula: ų) é uma letra do alfabeto latino formado pela adição do ogonek à letra U. É usado em lituano, Chipewyan, Dadibi, Dalecarliano, Gwich'in, Hän, Inhapari, Kaska, Sierra Otomi, Sekani, Tagish, Tlingit, Tutchone, Winnebago e Zapoteca Ocidental.